# Marforio
Marforio – datowana na I wiek marmurowa rzeźba rzymska przedstawiająca bóstwo rzeczne, ustawiona obecnie na dziedzińcu Muzeów Kapitolińskich.
Posąg przedstawia brodatego boga spoczywającego w pozycji półleżącej, z głową opartą na ramieniu. Jego tors jest nagi, dolna część ciała okryta jest natomiast szatą. Jest to jedna z nielicznych rzeźb zachowanych w doskonałym stanie z czasów starożytnych, w średniowieczu pomnik wciąż stał na Forum Romanum, w pobliżu Łuku Septymiusza Sewera. Wzmiankuje go Itinerarium z Einsiedeln (VIII w.) i De mirabilibus urbis Romae (XII w.). W XVI wieku Marforio zdobył sobie sławę jako jeden z „mówiących posągów” – do jego postumentu, podobnie jak np. do postumentu Pasquina, przyczepiano kartki z satyrycznymi wierszykami, często o obraźliwym wobec elit charakterze.
W 1587 roku na rozkaz papieża Sykstusa V rzeźbę przeniesiono w pobliże bazyliki św. Marka, a następnie w 1592 roku na Kapitol. Giacomo della Porta przeprowadził wówczas restaurację rzeźby, odtwarzając m.in. niezachowane ręce postaci i atrybuty, umieszczając ją następnie jako centralny punkt fontanny w niszy przed Palazzo Nuovo.